# 于爾克河
47°21′54″N 8°03′03″E / 47.36497°N 8.05085°E
于爾克河是瑞士的河流，位於該國中部，流經盧塞恩州和阿爾高州，屬於蘇勒河的左支流，河道全長17.4公里，流域面積41.1平方公里，河口處在下恩特費爾登。